# Doriane Vidal
Doriane Vidal (Limoges, 16 aprile 1975) è un'ex snowboarder francese.

## Palmarès

### Olimpiadi
- 1 medaglia:
  - 1 oro (halfpipe a Salt Lake City 2002)

### Mondiali
- 4 medaglie:
  - 3 ori (halfpipe a Madonna di Campiglio 2001; halfpipe a Kreischberg 2003; halfpipe a Whistler 2005)
  - 1 argento (halfpipe a Berchtesgaden 1999)

### Winter X Games
- 1 medaglia:
  - 1 argento (superpipe a Aspen 2005)

### Coppa del Mondo
- Miglior piazzamento in classifica generale: 10ª nel 1998
- Vincitrice della Coppa del Mondo di halfpipe nel 1998
- 23 podi:
  - 5 vittorie
  - 10 secondi posti
  - 8 terzi posti

#### Coppa del Mondo - vittorie
| Data             | Luogo           | Paese   | Disciplina |
| ---------------- | --------------- | ------- | ---------- |
| 16 marzo 1997    | Morzine         | Francia | HP         |
| 4 marzo 1998     | Morzine-Avoriaz | Francia | HP         |
| 4 marzo 1998     | Morzine-Avoriaz | Francia | HP         |
| 13 marzo 1998    | Tandådalen      | Svezia  | HP         |
| 23 novembre 1998 | Tandådalen      | Svezia  | HP         |

Legenda:

HP = Halfpipe